# Campeonato Europeo de Lucha de 1974
El XXVI Campeonato Europeo de Lucha se celebró en Madrid (España) en el año 1974 bajo la organización de la Federación Internacional de Luchas Asociadas (FILA) y la Federación Española de Lucha.

## Resultados

### Lucha grecorromana
| Evento  | Oro                          | Plata                          | Bronce                     |
| ------- | ---------------------------- | ------------------------------ | -------------------------- |
| 48 kg   | Constantin Alexandru Rumania | Alexei Shumakov URSS           | Antonio Quistelli · Italia |
| 52 kg   | Petar Kirov Bulgaria         | Valeri Arutiunov URSS          | Nicu Gîngă Rumania         |
| 57 kg   | Farjat Mustafin URSS         | Risto Björlin · Finlandia      | Ion Dulică Rumania         |
| 62 kg   | Anatoli Kavkayev URSS        | Gueorgui Markov Bulgaria       | Ion Păun Rumania           |
| 68 kg   | Shamil Jisamutdinov URSS     | Andrzej Supron · Polonia       | Heinz-Helmut Wehling RDA   |
| 74 kg   | Ivan Kolev Bulgaria          | Vítězslav Mácha Checoslovaquia | Iosif Berishvili URSS      |
| 82 kg   | Anatoli Nazarenko URSS       | Werner Schröter RFA            | André Bouchoule Francia    |
| 90 kg   | Valeri Rezantsev URSS        | Dieter Heuer RDA               | Vasile Fodorpataki Rumania |
| 100 kg  | Kamen Goranov Bulgaria       | Nikolai Balboshin URSS         | Fredi Albrecht RDA         |
| +100 kg | Shota Morchiladze URSS       | Alexandar Tomov Bulgaria       | Roman Codreanu Rumania     |

### Lucha libre
| Evento  | Oro                     | Plata                      | Bronce                         |
| ------- | ----------------------- | -------------------------- | ------------------------------ |
| 48 kg   | Vitali Tokchinakov URSS | Mehmet Canbaz Turquía      | Tadeusz Kudelski · Polonia     |
| 52 kg   | Ognian Nikolov Bulgaria | Telman Pashayev URSS       | Władysław Stecyk · Polonia     |
| 57 kg   | Pano Shelev Bulgaria    | Hans-Dieter Brüchert RDA   | Emil Müller RFA                |
| 62 kg   | Doncho Zhekov Bulgaria  | Petre Coman Rumania        | Théodule Toulotte Francia      |
| 68 kg   | Ivan Vasilev Bulgaria   | Majmet Ibraguimov URSS     | Gerald Brauer RDA              |
| 74 kg   | Ruslan Ashuraliyev URSS | Adolf Seger RFA            | Yancho Pavlov Bulgaria         |
| 82 kg   | Viktor Novozhilov URSS  | Benno Paulitz RDA          | Vasile Iorga Rumania           |
| 90 kg   | Levan Tediashvili URSS  | Paweł Kurczewski · Polonia | Horst Stottmeister RDA         |
| 100 kg  | Harald Büttner RDA      | Ivan Yaryguin URSS         | Edward Żmudziejewski · Polonia |
| +100 kg | Soslan Andiyev URSS     | Ladislau Șimon Rumania     | Heinz Eichelbaum RFA           |

## Medallero
| Núm. | País           | Oro | Plata | Bronce | Total |
| ---- | -------------- | --- | ----- | ------ | ----- |
| 1    | URSS           | 11  | 6     | 1      | 18    |
| 2    | Bulgaria       | 7   | 2     | 1      | 10    |
| 3    | RDA            | 1   | 3     | 4      | 8     |
| 4    | Rumania        | 1   | 2     | 6      | 9     |
| 5    | Polonia        | 0   | 2     | 3      | 5     |
| 6    | RFA            | 0   | 2     | 2      | 4     |
| 7    | Checoslovaquia | 0   | 1     | 0      | 1     |
| 7    | Finlandia      | 0   | 1     | 0      | 1     |
| 7    | Turquía        | 0   | 1     | 0      | 1     |
| 10   | Francia        | 0   | 0     | 2      | 2     |
| 11   | Italia         | 0   | 0     | 1      | 1     |
|      | TOTAL          | 20  | 20    | 20     | 60    |